# NGC 756
NGC 756 je galaksija u zviježđu Kit.

## Vanjske poveznice
- SEDS: NGC 756